# Rickternal Friendshine of the Spotless Mort
 Gotron Jerrysis Rickvangelion je 8. epizoda 5. série amerického seriálu Rick a Morty. V USA měla premiéru 8. srpna 2021, v ČR tentýž den na HBO GO.
Epizodu režírovala Erica Hayes a scénář napsal Albro Lundy.

## Obsah epizody
Smithovi odjíždějí na výlet a nechávají Ricka doma samotného. Když odejdou, jde Rick do garáže a aktivuje “Sekvenci omlazení nejlepšího přítele”, která vynese kybernetického, polomrtvého Ptáčníka ze zdi, kam ho Rick uložil ve “Star Mort Rickturn of the Jerri”. Rick odstraní jeho kybernetické části a pokusí se ho přivést zpět k životu, ale zjistí, že jeho vědomá mysl se skrývá v jeho nevědomé mysli. Nemá jinou možnost, a tak Rick vstoupí do Birdpersonovy mysli, aby ho zachránil.
Rick přichází nahý do vzpomínek na jejich setkání na mimozemském hudebním festivalu a využívá náhodného svědka, který ho nasměruje k Birdpersonovi. Projde vzpomínkou na bitvu mezi Rickem, Birdpersonem a několika agenty Citadely Ricka, načež přistane ve vzpomínce na Ricka, Birdpersona, Squanchyho a několik dalších bojovníků Odporu, kteří plánují “Bitvu o Krvavý hřeben”. Vzpomínka Ricka si ho všimne a Rick mu prozradí, že je jen vnímající vzpomínkou, načež ho zneškodní a dokončí zařízení, které mu umožní sledovat Birdpersona prostřednictvím jeho mysli.
Zjistí, že Birdperson pozoruje vzpomínku na něj a Tammy společně. Birdperson jeho pokus o záchranu odmítne a odletí právě ve chvíli, kdy na něj zaútočí gromflomitští vojáci. Vzpomínkový Rick se k němu v boji přidá, oba zvítězí a odejdou Birdpersona hledat. V garáži dostávají Rick i Birdperson záchvat. Umělá inteligence, která ovládá Rickovu garáž, si všimne souseda Gena, který jde kolem, a přesvědčí ho, aby mu přinesl co nejvíce baterií a solárních panelů.
Rickové vystopují Birdpersona k velkému červenému krystalickému stromu. Rozdělí se, Paměť Ricka vstoupí do Birdpersonových vzpomínek potlačených Federací poté, co byl přeměněn na Phoenixperson. Rick zjistí, že Birdperson ze vzteku vyrábí bomby, a když je spatří, odpálí je ve snaze zničit svou vlastní mysl. Vzpomínka Ricka vidí Birdpersonovu smrt, když se strom začne hroutit, a Rickové utíkají, ne však dříve, než se Rick zastaví u vzpomínky na svůj boj s Birdpersonem ve “Star Mort Rickturn of the Jerri”, porazí Birdpersona a přikáže si ve vzpomínce, aby mu dal své oblečení. Zničení stromu promění všechny Ptačí lidi v okolí v divochy.
Rickové projdou “stanicí PTSD”, aby se dostali k Birdpersonovi, a skončí v bitvě na Krvavém hřebeni. Pamětník Rick, který se na ni těší, s potěšením zjistí, že Odboj snadno v bitvě zvítězil, a to hlavně díky Rickovu a Birdpersonovu úsilí. Když Rick hledá cestu ven, Pamětník Rick si všimne, že po bitvě Rick nabídl Birdpersonovi, že ho vezme do jakékoliv reality, kam chtějí jít, a přestanou bojovat, ale Birdperson to odmítl s tím, že mu to nestojí za jeho integritu.
Birdperson vzal Pamětnici Tammy, aby s ním sledovala východ slunce u nich doma, a oba jsou přepadeni Rickovými. Když se Rick hádá s Birdpersonem, aby se ho pokusil vzít zpět, odhalí, že Paměťový Rick se dozvěděl, že Birdperson a Tammy měli dítě, které Federace vymazala. Birdperson se rozhodne, že bude žít pro své dítě, které drží Federace, právě když Federace vzpomínek zaútočí. Čtveřice ukradne auto Federace a projíždí Birdpersonovými vzpomínkami.
Rick Birdpersonovi připomene dobu, kdy na Jerryho použili zbraň na vymazávání mysli, a vydají se do Rickovy garáže, kde zbraň získají. Rick jim vysvětlí, že k odchodu potřebují použít vzpomínky, které Rick a Birdperson sdílejí, zakořeněné hlavně ve vzteku a smutku. Cestují přes pohřeb kamaráda, Squanchyho pokus o stand-up komedii a Rickovu, Birdpersonovu a Squanchyho kapelu. Když dorazí k portálu, který je vyvede ven, napadne je další Tammy, kterou Pamětník Rick shodí do propasti spolu se sebou. Zaútočí na ně černá slizká bytost podobná ptáku, Birdperson se rozloučí s Tammy a Rick s Birdpersonem vyletí ze své mysli.
Z mysli se Birdperson postaví Rickovi za to, že mu o svém dítěti neřekl, dokud se mu to nehodilo. Zklamaně odchází právě ve chvíli, kdy přichází Gene se svými bateriemi. Ten v panice předstírá, že ho nezná, a zavře dveře garáže. Rick se však nezlobí a řekne garážníkovi, že ho chápe.
Mezitím se ukáže, že Paměť Ricka je stále naživu poté, co se přenesl do Rickova mozku. Rick ho najde a nabídne mu, že ho zreální, aby se napil, ale protože si uvědomuje, že by to znamenalo, že se nakonec stane přítomným Rickem, Memory Rick odmítne.
Ve scéně po titulcích je Ptáčníkova dcera ve vězení Federace šikanována vězněm a zmlátí ho.